# American Graffiti
Az American Graffiti 1973-ban bemutatott amerikai film, melyet George Lucas rendezett. A Magyar Televízió 1-es adása 1988. február 21-én vetítette először, felirattal, Amerikai krétafirka címmel. További címváltozatok: A rock nagy évtizede, Amerikai falirajzok.

## Szüzsé
Az American Graffiti kiváló korrajz azokból az időkből, mikor még – Beavis és Butthead szavaival élve – az amerikaiak hülyék voltak.
A hatvanas évek elejének „ártatlansága” idején játszódik a film, még a vietnámi háború előtt, de a korrupció és a kábítószer már szinte mindent megváltoztatott.
A kisvárosi fiatalok fő szórakozása az autó, a szex és a rockzene. Mindenhol szól a rock and roll, a srácok a főutcán autóznak apa kocsijával csajokra vadászva.
A laza epizódokból álló film főszereplői egy éjszaka találkoznak a megváltozóban lévő világgal.

## Szereposztás
| Szerep                      | Színész              | Magyar hangja (1. szinkron, 1983) |
| --------------------------- | -------------------- | --------------------------------- |
| Curt Henderson              | Richard Dreyfuss     | Szokol Péter                      |
| Steve Bolander              | Ron Howard           | Bor Zoltán                        |
| John Milner                 | Paul Le Mat          | Rajkai Zoltán                     |
| Terry Fields                | Charles Martin Smith | Rudolf Péter                      |
| Laurie Henderson, Curt húga | Cindy Williams       | Bertalan Ágnes                    |
| Debbie Dunham               | Candy Clark          | Madarász Éva                      |
| Carol                       | Mackenzie Phillips   | Dögei Éva                         |
| Lemezlovas                  | Wolfman Jack         | Koroknay Géza                     |
| Joe Young                   | Bo Hopkins           | Görög László                      |
| Bob Falfa                   | Harrison Ford        | Csonka András                     |

## Díjak
- Oscar-díj: 5 jelölés (1974)
- Golden Globe-díj (1974)
- BAFTA: jelölés (1975)